# Harpactea eskovi
Harpactea eskovi är en spindelart som beskrevs av Peter Mikhailovitch Dunin 1989. Harpactea eskovi ingår i släktet Harpactea och familjen ringögonspindlar. Inga underarter finns listade i Catalogue of Life.